# Le Pervers
Pour plus de détails, voir Fiche technique et Distribution.
Le Pervers (No es nada, mamá, sólo un juego)  est un film hispano-vénézuélien réalisé par José María Forqué, sorti en 1974

## Synopsis
Juan mène une vie de gentleman farmer très colonial auprès d'une mère possessive et d'un vieux filou d'oncle paternel dans une grande plantation sud-américaine. Hanté par le souvenir d'un père cruel et autoritaire, il exerce sur la domesticité et plus particulièrement les servantes une tyrannie perverse et parfois ignoble : il fera ainsi dévorer par ses chiens une paysanne chassée comme un gibier. La jeune et jolie Lola sera pour un temps une victime idéale, soumise à toutes les humiliations, mais sa fausse innocence finira par toucher le cœur du bourreau. Après avoir mis la main sur le magot de l'oncle, Lola contraindra Juan à l'épouser afin de le dominer à son tour.

## Fiche technique
- Titre français : Le Pervers
- Autre titre français : Ce n'est qu'un jeu, maman
- Titre original : No es nada, mamá, sólo un juego
- Réalisation, scénario et production : José María Forqué
- Directeur de la photographie : Alejandro Ulloa
- Musique : Adolfo Waitzman
- Pays de production :  Espagne /  Venezuela
- Langue : espagnol
- Durée : 85 minutes
- Dates de sortie : 
  - Espagne : 29 mai 1974
  - Italie : 26 juin 1974
  - France : 28 avril 1982

D'abord classé X en France de 1976 à 1982, il est aujourd'hui interdit aux moins de 12 ans.

## Distribution
- David Hemmings : Juan
- Alida Valli : Louise
- Francisco Rabal : Tio
- Andrea Rau : Lola
- Nuria Gimeno : Lucia
- Galeazzo Benti : docteur
- Aquiles Guerrero : Aquiles
- Lucila Herrera : Maria
- Gonzalo Fernández de Córdoba hijo : Juan enfant
- Rudy Hernández : Isabel
- Enrique Soto : père de Lola